# Francisco La Mantía
Francisco Andrés La Mantía Pipaón (Mérida, 24 febbraio 1996) è un calciatore venezuelano con cittadinanza italiana, centrocampista del Caracas.

## Statistiche

### Presenze e reti nei club
Statistiche aggiornate all'8 maggio 2021.
| Stagione              | Squadra               | Campionato            | Campionato | Campionato | Coppe nazionali | Coppe nazionali | Coppe nazionali | Coppe continentali | Coppe continentali | Coppe continentali | Altre coppe | Altre coppe | Altre coppe | Totale | Totale |
| Stagione              | Squadra               | Comp                  | Pres       | Reti       | Comp            | Pres            | Reti            | Comp               | Pres               | Reti               | Comp        | Pres        | Reti        | Pres   | Reti   |
| --------------------- | --------------------- | --------------------- | ---------- | ---------- | --------------- | --------------- | --------------- | ------------------ | ------------------ | ------------------ | ----------- | ----------- | ----------- | ------ | ------ |
| 2013-2014             | Est. Mérida           | PD                    | 13         | 1          | -               | -               | -               | -                  | -                  | -                  | -           | -           | -           | 13     | 1      |
| 2014-2015             | Aragua                | PD                    | 17         | 0          | -               | -               | -               | -                  | -                  | -                  | -           | -           | -           | 17     | 0      |
| 2016                  | Dep. Anzoátegui       | PD                    | 14         | 0          | CV              | 3               | 0               | CS                 | 2                  | 0                  | -           | -           | -           | 19     | 0      |
| 2017                  | Dep. La Guaira        | PD                    | 23         | 0          | CV              | 1               | 0               | -                  | -                  | -                  | -           | -           | -           | 24     | 0      |
| 2018                  | Dep. La Guaira        | PD                    | 28         | 1          | CV              | 4               | 0               | -                  | -                  | -                  | -           | -           | -           | 32     | 1      |
| 2019                  | Dep. La Guaira        | PD                    | 32         | 1          | CV              | 4               | 0               | CL                 | 2                  | 0                  | -           | -           | -           | 38     | 1      |
| 2020                  | Dep. La Guaira        | PD                    | 17         | 0          | -               | -               | -               | -                  | -                  | -                  | -           | -           | -           | 17     | 0      |
| 2021                  | Dep. La Guaira        | PD                    | 7          | 0          | -               | -               | -               | CL                 | 6                  | 0                  | -           | -           | -           | 13     | 0      |
| Totale Dep. La Guaira | Totale Dep. La Guaira | Totale Dep. La Guaira | 107        | 2          |                 | 11              | 0               |                    | 8                  | 0                  |             | -           | -           | 126    | 2      |
| Totale carriera       | Totale carriera       | Totale carriera       | 151        | 3          |                 | 12              | 0               |                    | 10                 | 0                  |             | -           | -           | 173    | 3      |

### Cronologia presenze e reti in nazionale
| Cronologia completa delle presenze e delle reti in nazionale ― Venezuela | Cronologia completa delle presenze e delle reti in nazionale ― Venezuela | Cronologia completa delle presenze e delle reti in nazionale ― Venezuela | Cronologia completa delle presenze e delle reti in nazionale ― Venezuela | Cronologia completa delle presenze e delle reti in nazionale ― Venezuela | Cronologia completa delle presenze e delle reti in nazionale ― Venezuela | Cronologia completa delle presenze e delle reti in nazionale ― Venezuela | Cronologia completa delle presenze e delle reti in nazionale ― Venezuela |
| Data                                                                     | Città                                                                    | In casa                                                                  | Risultato                                                                | Ospiti                                                                   | Competizione                                                             | Reti                                                                     | Note                                                                     |
| ------------------------------------------------------------------------ | ------------------------------------------------------------------------ | ------------------------------------------------------------------------ | ------------------------------------------------------------------------ | ------------------------------------------------------------------------ | ------------------------------------------------------------------------ | ------------------------------------------------------------------------ | ------------------------------------------------------------------------ |
| 3-6-2017                                                                 | Sandy                                                                    | Stati Uniti                                                              | 1 – 1                                                                    | Venezuela                                                                | Amichevole                                                               | -                                                                        | 83’                                                                      |
| 13-6-2021                                                                | Brasilia                                                                 | Brasile                                                                  | 3 – 0                                                                    | Venezuela                                                                | Coppa America 2021 - 1º turno                                            | -                                                                        |                                                                          |
| 17-6-2021                                                                | Goiânia                                                                  | Colombia                                                                 | 0 – 0                                                                    | Venezuela                                                                | Coppa America 2021 - 1º turno                                            | -                                                                        | 55’                                                                      |
| 18-1-2025                                                                | Fort Lauderdale                                                          | Stati Uniti                                                              | 3 – 1                                                                    | Venezuela                                                                | Amichevole                                                               | -                                                                        | 60’                                                                      |
| Totale                                                                   |                                                                          | Presenze                                                                 | 4                                                                        |                                                                          | Reti                                                                     | 0                                                                        |                                                                          |

## Palmarès

### Club

#### Competizioni nazionali
- Campionato venezuelano: 1

Deportivo La Guaira: 2020